# Vélo-Club de Roubaix Lille Métropole
Le Vélo-Club de Roubaix Lille Métropole est une école de cyclisme basée à Roubaix. Elle organise les courses Paris-Roubaix espoirs et Paris-Roubaix juniors. Son nom officiel depuis 2001 est Vélo-Club de Roubaix Lille Métropole.

## Histoire
Le club est créé en 1966 sous le nom de Vélo-Club Roubaisien. Il prend le nom de Vélo-Club de Roubaix en 1970. En 1973, une section cyclotourisme dénommée officiellement Vélo Club de Roubaix Cyclotourisme est fondée. En 1978, une équipe professionnelle, parrainée par La Redoute, est créée. En 1989, une équipe de VTT est créée à son tour. En 2007, une nouvelle équipe professionnelle dirigée par Cyrille Guimard est lancée, l'Équipe cycliste Roubaix Lille Métropole.
Au cours de son histoire, le club a compté dans ses rangs plusieurs champions, notamment Stephen Roche, Alain Bondue, Arnaud Tournant, Juliette Vandekerckhove, Laurent Desbiens, Cédric Vasseur, Jean-François Laffillé, Pascal Potié, John Gadret, Andy Schleck,...
En juin 2009, le club comptait 330 membres dont 170 pour la section cyclotourisme.